# دیترامستسل
دیترامسزل (به آلمانی: Dietramszell) یک شهر در آلمان است که در بایرن واقع شده‌است.

## خصوصیات
دیترامسزل ۹۶٫۷۸ کیلومترمربع مساحت دارد ۶۸۵ متر بالاتر از سطح دریا واقع شده‌است.